# 260-ті
Триває криза третього століття в Римській імперії — імператори Галлієн (260—268) та Клавдій II (268—270). Від імперії відкололися Галльська імперія та Пальмірське царство. У Китаї — Період трьох держав, у Персії — імперія Сассанідів.
На території лісостепової України Черняхівська культура. У Північному Причорномор'ї готи й сармати.

## Події
- Триває Чума Кипріяна.
- Готи, алемани і франки вчиняють спустошливі рейди на територію Римської імперії.